# Caixa negra (sistemes)

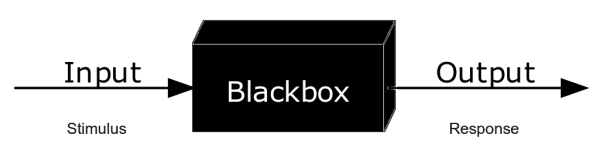
Esquema d'una caixa negra

Una caixa negra és, en teoria de sistemes, aquell element que és estudiat des del punt de vista de les entrades que rep i les sortides o respostes que produeix, sense tenir en compte el seu funcionament intern.
D'una caixa negra ens interessarà la seva forma d'interactuar amb el mitjà que li envolta (a vegades, altres elements que també podrien ser caixes negres) entenent què és el que fa, però sense donar importància a com ho fa. Per tant, d'una caixa negra han d'estar molt bé definides les seves entrades i sortides, és a dir, la seva interfície; en canvi, no es precisa definir ni conèixer els detalls interns del seu funcionament.
En teoria econòmica de l'empresa, el model neoclàssic considera que l'empresa és com una caixa negra. Això vol dir que s'estudia l'empresa des del punt de vista de les entrades que rep (inputs) i les sortides que produeix (outputs), però sense tenir en compte el funcionament intern. Se centra la visió en l'aspecte productiu de l'empresa, és a dir, en com transforma els béns o serveis. D'aquesta manera es deixa de banda l'estudi de l'organització i l'empresari, que queden en paper secundari.
S'anomena caixa negra perquè hi entren uns determinats béns o informació, es processen i en surten uns altres, però no deixa veure el que passa al seu interior. D'aquí que s'anomeni així l'estudi d'una empresa sense tenir en compte l'organització i els processos interns, només centrant-se en allò produeix i el material amb el qual ho produeix.